# Airora aequalis
Airora aequalis es una especie de coleóptero de la familia Trogossitidae.

## Distribución geográfica
Habita en  Estados Unidos.